# کیبل‌فین
کیبل‌فین (به هلندی: Kibbelveen) یک منطقهٔ مسکونی در هلند است که در کوفوردن واقع شده‌است. کیبل‌فین ۴۳ نفر جمعیت دارد.